# Miroslav Soviš
Miroslav Soviš (14. ledna 1954, Hluk – 9. ledna 2015) byl československý biatlonista.

## Lyžařská kariéra
Na XII. ZOH v Innsbrucku 1976 skončil se štafetou na 4× 7,5 km na 9. místě. V roce 1974 skončil ve finské Kurrice při mistrovství světa juniorů v biatlonu na 3. místě v závodě jednotlivců na 15 km a bronzovou medaili vybojoval i v závodě štafet ve složení Miroslav Soviš, Antonín Kříž a Josef Malínský. Ve stejném složení skončili na 3. místě i na předchozím na MS juniorů v roce 1973. Na seniorském mistrovství světa 1978 v Hochfilzenu v kategorii mužů obsadil s československou štafetou 6. místo.